# Tattarströmmarna
Tattarströmmarna este o arie protejată (arie specială de conservare — SAC, sit de importanță comunitară — SCI) din Suedia întinsă pe o suprafață de 10,3 ha, integral pe uscat.

## Localizare
Centrul sitului Tattarströmmarna este situat la coordonatele 57°36′58″N 12°56′04″E / 57.6162°N 12.9345°E.

## Înființare
Situl Tattarströmmarna a fost declarat sit de importanță comunitară în ianuarie 1998 pentru a proteja 1 specie de animale. Situl a fost protejat și ca arie specială de conservare în martie 2011.

## Biodiversitate
Situată în ecoregiunea boreală, aria protejată conține 1 habitat natural: Păduri aluvionare cu Alnus glutinosa și Fraxinus excelsior (Alno-Padion, Alnion incanae, Salicion albae).
La baza desemnării sitului se află o specie protejată de  nevertebrate: Margaritifera margaritifera.